# NopCommerce
nopCommerce è una soluzione open source di e-commerce basata su ASP.NET Core Framework e database MS SQL Server 2012 (o superiore). Fornisce un catalogo come frontend e un backend contenente gli strumenti di amministrazione, consentendo la creazione di un carrello per gli acquisti. Il software viene distribuito sotto la licenza nopCommerce Public License V3 ed è stato lanciato ufficialmente nell'ottobre 2008 per le PMI.

## Storia
Lo sviluppo di nopCommerce è iniziato nel 2008 da Andrei Mazulnitsyn a Yaroslavl in Russia. Nel 2009, accorpando due aziende è stata fondata Nop Solutions. Durante lo stesso anno, Microsoft riconosce nopCommerce come un progetto importante e lo include nella Microsoft Web platform Installer. L'azienda ha i suoi uffici a Yaroslavl in Russia.
Le prime versioni introducevano funzionalità basilari e caratteristiche principale come elaborazione degli ordini, attributi, plugins, sconti, fasce di prezzo, news, blogs, messaggi privati, forums, supporto delle tasse e delle spedizioni.
A giugno 2010, è stato introdotto una nuova modalità di accesso ai dati nella versione 1.70.
La versione 2.00 (agosto 2011) è stato lanciato nopCommerce come soluzione basata su ASP.NET MVC.
Più tardi nel 2011 nopCommerce è stato aggiornato a ASP.NET MVC 4.
Le versioni 3.00 e 3.10 sono state estese per includere caratteristiche multi-store e multi-vendor e per semplificare la logica dei prodotti. Nelle versioni 3.50, 3.60 e 3.70 è stato incluso un template più moderno e adattabile a diversi dispositivi. È stata rilasciata la versione 3.80 con un'area admin completamente nuova e adattabile a diversi dispositivi e risoluzioni con visualizzazioni di base e avanzate e la possibilità di essere eseguito in web farm. La versione 3.90 contiene miglioramenti significativi nella funzionalità di marketing e gestione dei contenuti, nell'ottimizzazione delle prestazioni e nell'area di amministrazione. Nella versione 4.00, nopCommerce è stato migrato ad ASP.NET Core 2.0. A partire dalla versione 4.20, la piattaforma fornisce il supporto a sistemi basati su UNIX.
Il ciclo di rilascio di una nuova versione è di 7-8 mesi.

## Utilizzo
Fino a maggio 2019, Builtwith.com riporta che 36.435 siti web hanno utilizzato nopCommerce. Il pacchetto di installazione è stato scaricato più di 2,5 milioni di volte. È usato da marchi come Volvo, Puma, Reebok, DHC skincare, Columbia, Medindia e Speedo.

## Modello di business
nopCommerce può essere scaricato, installato ed utilizzato gratuitamente.
Il forum della comunità fornisce supporto gratuito. Esiste una quota opzionale per eliminare il testo del copyright dal sito web, un servizio di supporto premium ed un programma di partnership. Fino al 2014, la documentazione era scaricabile a pagamento ma ora è disponibile gratuitamente.

## Comunità
nopCommerce ha una comunità attiva di utenti e sviluppatori, che forniscono assistenza agli altri utenti, contribuiscono con esempi di codice, plugin e altre estensioni e aiutano a pianificare la roadmap. Esistono 107 solution partner in 37 paesi che forniscono sviluppi personalizzati, creazione di temi grafici e altri servizi. Fino a gennaio 2019, Stackoverflow.com ha più di 1.000 domande con tag "nopCommerce". Il mercato corrente offre più di 100 plugin e temi. A dicembre 2015, l'applicazione è stata tradotta in 30 lingue.
Il 30 ottobre 2015, si è tenuta la prima conferenza della community di nopCommerce #NopDevDays ad Amsterdam in Olanda, coinvolgendo più di 65 delegati da 14 paesi. nopCommerce Days è stata la seconda conferenza ad Amsterdam ad Ottobre 2016, ed ha ospitato 160 visitatori da 30 paesi ed è stato un evento di 2 giorni con 19 presentazioni e 4 workshop. La terza conferenza nopCommerce Days si è tenuta a Novembre 2017 a New York e la quarta a Novembre 2018 presso Las Vegas. Nel 2016 è partita l'organizzazione di webinar e meetup in diverse parti del mondo.

## Premi e riconoscimenti
Nel 2010 e nel 2011 nopCommerce ha raggiunto la finale del premio Packt Open Source E-Commerce.
nopCommerce è in primo piano e tra le 5 applicazioni più scaricate dal Microsoft Web Platform Installer.
Nel 2013, nopCommerce è stata premiata come migliore applicazione finanziaria da Russian WebReady.
A gennaio 2016, nopCommerce ha vinto il premio "Best eCommerce for SMB" di CMScritic.